# 俱利伽羅劍

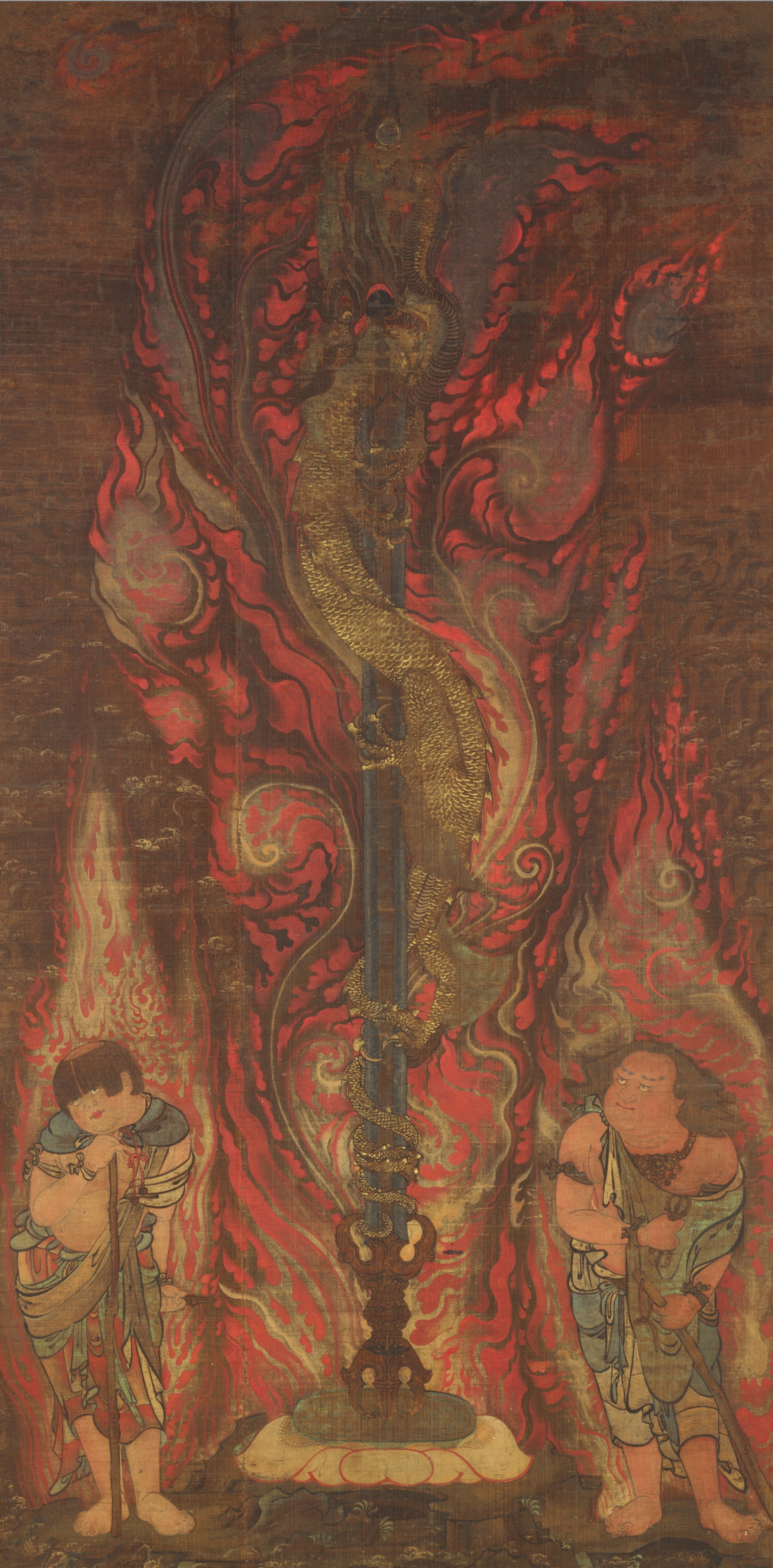
倶利伽羅龍劍二童子像 奈良國立博物館蔵 重要文化財

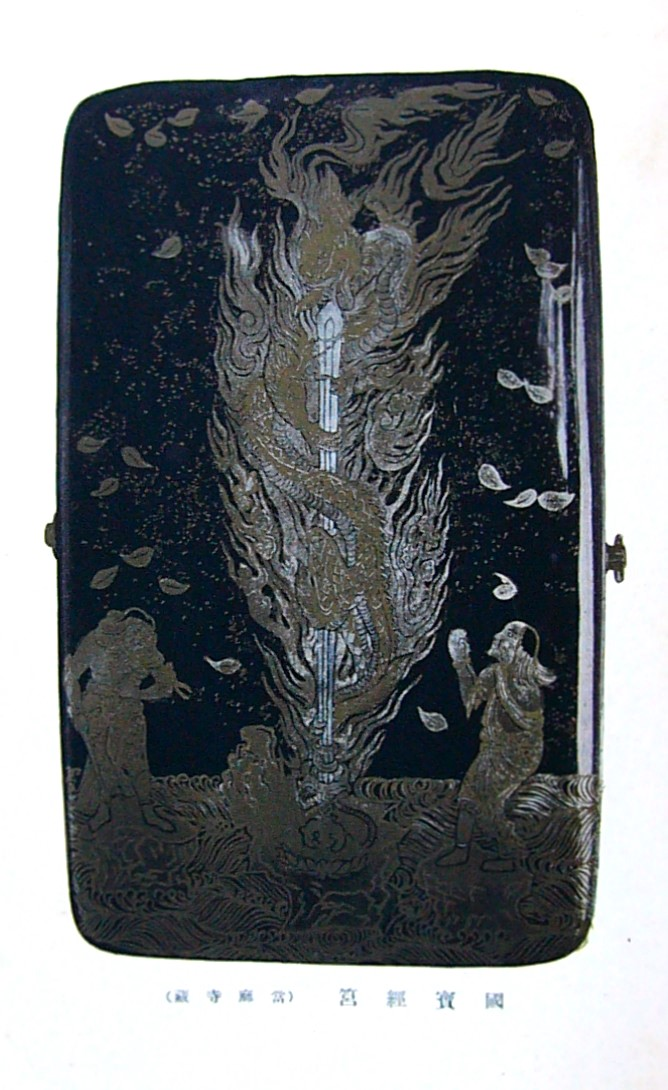
倶利伽羅龍蒔繪經箱 奈良・當麻寺奧院蔵 國寶

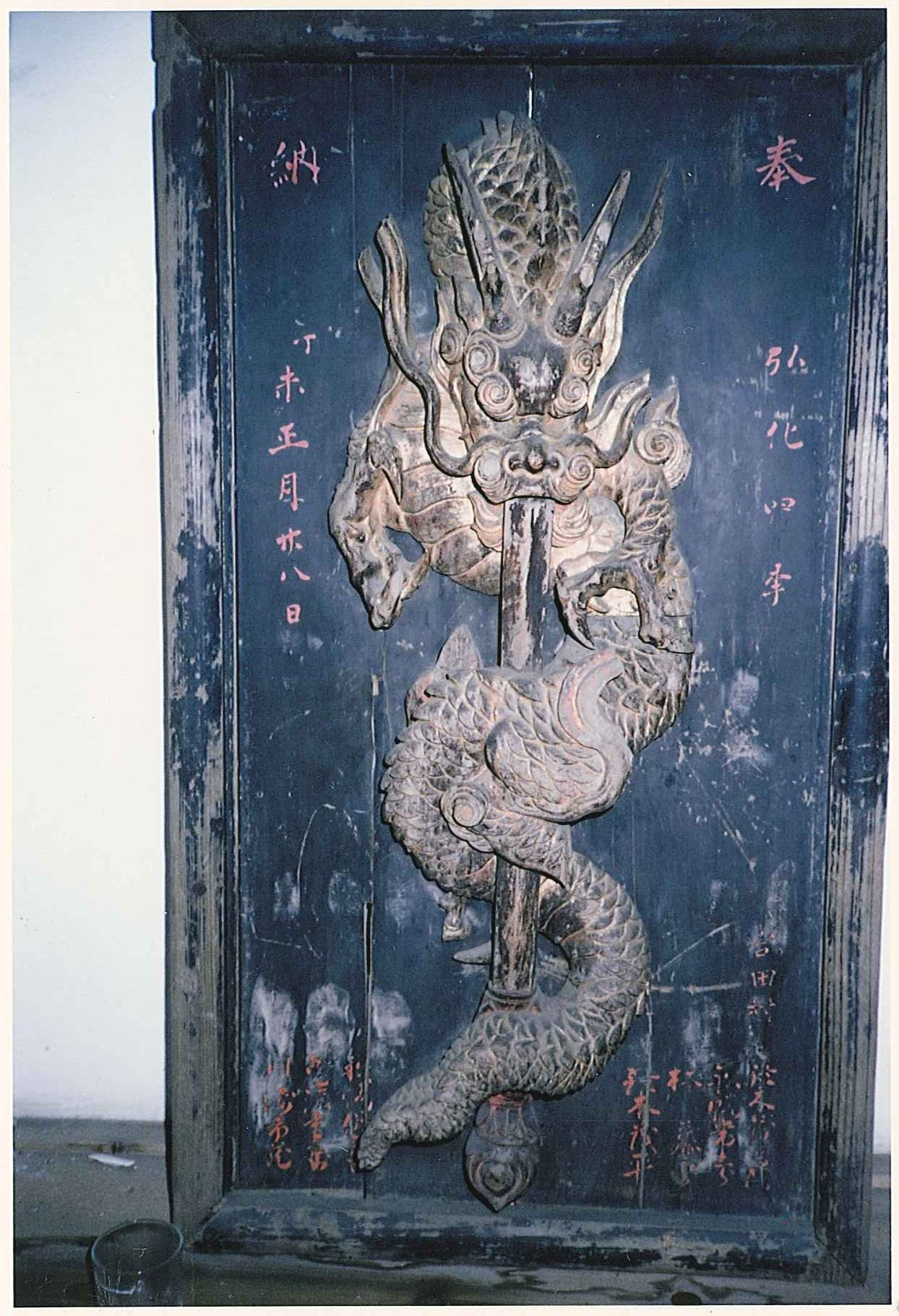
俱利伽羅龍王

俱利伽羅劍、俱利迦羅劍（くりからけん）是不動明王右手所持之劍。在三昧耶形是不動明王的象徵，破除貪、嗔、痴三毒的智慧之利劍。俱利伽羅龍王如烈焰之姿環繞劍而得名。

## 概要
愛知縣名古屋市的熱田神宮收藏有同名的刀劍，『張州雜志』記載此劍是熱田神宮的別宮八劍宮的神寶。1971年（昭和46年），成為愛知縣的指定文化財。

## 脚注
1. 1 2  . コトバンク.   [2017-01-17]. （原始内容存档于2021-04-22）.
2. 1 2  . 愛知県.   [2017-01-17]. （原始内容存档于2021-04-18）.

## 關連項目
- 迦樓羅